# 1953年の日本の女性史
本項目1953年の日本の女性史（1953ねんのにほんのじょせいし）では、1953年（昭和28年）の日本における女性に関するできごとを時系列的に挙げる。参考文献は日本の女性史年表を参照のこと。
本項目は歴史研究としての女性史ではなく、日本における女性に関するできごとをある体系に基づいて述べようとするものではない。

## 1～3月
- 1月28日 朝日新聞家庭欄に農村婦人の手記連載、反響よぶ。
- 2月2日 ILO第4回繊維産業委員会に初の婦人政府代表として谷野せつ婦人労働課長出席。
- 2月5日 主婦連など、黄変米拒否運動開始。6月 厚生省、1％以上混入のもの配給停止決定。
- 2月10日 未亡人へ母子家庭貸付要領による生業資金貸付開始。
- 2月21日-22日 第2回全国婦人教員研究協議会、千葉県鴨川町（現・鴨川市）で。家庭・学校・社会における封建性とその打開、平和をめざしての婦人教師の使命などテーマ。
- 2月28日 地婦連、選挙法の連座制強化の街頭署名運動、40万人分の署名簿を衆参両院議長に提出。
- 3月7～8日 基地の子供を守る全国大会、横須賀で、日本子供を守る会・日本教職員組合共催。全国28主要基地周辺の代表50名参加。

米軍基地周辺の環境悪化が子供の成長に悪影響を与えていることを問題視。
- 3月8日 国際婦人デー中央大会、1000人参加。平塚らいてう、世界婦人大会への準備会結成を提唱。
- 3月10日 新潟県中頸城郡板倉村婦人会、「愛妻田」設置。

農地改良板倉地区の農地改良普及員がよびかけ、婦人会の協力で設けた。
1反歩の農地を夫から借受け技術員の指導下に妻が責任者として耕作し、増収部分を妻名義の貯金とするというもの。最初の加入者346名、うち板倉村260名、翌1954年には1,000名、うち板倉村364名、に増える。
- 3月12日 郡是製糸（現・グンゼ）、シームレスストッキングの製造を始める。
- 3月28日-30日 第1回農村生活改善実績発表大会、農林省主催、農家の婦人・生活改善普及員など460人参加、以後年1回開催。
- 3月31日 「婦人の参政権に関する条約」第7回国連総会で採択。
- 3月31日 母子福祉資金貸付法改正、修学資金増額・母子相談員設置。
- 3月- 厚生省、季節保育所1万箇所開設のため国庫補助金約3000万円計上を発表。
- 3月- 山梨県教育委員会、在職25年以上の女子に退職勧告の基本方針決定。男子は在職32～35年。中田小学校長長田ゆき、退職勧告を拒否。

## 4～6月
- 4月6日 52年に発足した準備会「婦人団体連合」、正式に「日本婦人団体連合会」となる。生活協同組合婦人部・日本民主婦人協議会・婦民クラブ・母の集い・関西主婦連合会・職業婦人協会等30余団体が参加。

中心スローガンは「平和憲法を守り、軍国主義への復活と反民主々義の逆コースをくいとめよう」。再軍備の予算を教育・保健・生活保障へ、米駐留軍の引揚げ、基地反対、婦人に対する封建性を破り婦人の権利を守る、原水爆・細菌兵器の反対、世界の軍備撤廃、平和と自由を愛する世界の婦人との提携、などをかかげた。
- 4月7日 夕張市職員組合、女子職員定期昇給ストップ反対闘争
- 4月8日 婦人障害者のホーム「ペテスダホーム」開設、千葉県。長谷川茂代が個人で設立。
- 4月12日 労働省婦人少年局主催第1回全国婦人会議「婦人は何をなすべきか」
- 4月12日 国連婦人の地位に関する委員会、男女同一労働・同一賃金の原則実行勧告決議
- 4月19日 第26回衆議院議員総選挙、婦人立候補22人のうち9人当選。投票率女70.44％、男78.35％
- 4月24日 第3回参議院議員通常選挙、婦人立候補28人のうち全国区6人、地方区4人当選。投票率（全国区）女58.92％、男67.84％
- 4月- 混血児、小学校に入学。全国の8歳未満の混血児3490人
- 4月- 花王石鹸（現・花王）、化学洗剤「ワンダフル」を発売。
- 5月16日 浅間山の米軍演習地化に反対して、長野県婦人団体代表が上京・陳情。
- 5月18日 NHK女子嘱託解雇事件（1952年9月）で、東京地裁「嘱託事項がなくなればいつでも解雇できる」と判決。
- 5月23日 第１回日本婦人大会、下谷公会堂で、1000人参加。軍事基地の問題等を討議、コペンハーゲンでの世界婦人大会代表10人を選出。

高田なほ子（参議院議員）・羽仁説子（評論家）・宮城藤子（繊維労組代表）・赤松俊子（画家）・浜田糸衛（婦団連事務局長）・千葉千代世（日教組婦人部長）・村上トク（長崎県会議員）・小笠原貞子（北海道代表）・高橋志佐江（自治労連代表）・遠藤千枝（東北6県代表）
- 6月1日 ラボーテ工場争議、北区 (東京都)で。

ヘアブラシ生産、資生堂下請工場。従業員84名のうち60名が女子。日給平均170円、年次休暇・生理休暇無し。賃金遅配に反対して労働組合結成。組合結成を理由に3名解雇される。直ちに、賃上げ・労働基準法の適用・解雇撤回を要求して争議に入る。6月24日 工場閉鎖、全員解雇。最後まで残った組合員14名は行商等しながら工場再建を訴えたが、9月30日 工場解散し、争議は終了した。後、体験詩集「町工場」を発表。
- 6月5日 コペンハーゲン世界婦人大会、67ヶ国から7000人参加。日本代表で開会中に参加できたのは最終日に間に合った1人のみ。

第1回日本婦人大会で世界婦人大会代表10人を選出後直ちに旅券の申請をしたが、政府は旅券公布を拒否。準備会メンバーは連日外務省に出かけ陳情、外務省の窓から「旅券をいますぐ出せ」の垂れ幕を下げて廊下に座り込み、これを見た右翼10数人が座り込んだメンバーに殴る蹴るの乱暴、これが評判となって、外務省はついに旅券を交付。メンバー達は泣いて喜んだという。しかし、それはすでに大会開会前日の夕刻。飛行機の空席待ちの後、代表9人が到着したのは大会が既に閉会した後だった。
ブダペストでの世界平和協議会に参加予定で滞欧中の大山柳子が急遽、大会最終日前日に出席、日本代表に代わって報告。遅れて到着した代表達は各国代表と交流した。
- 6月12日 近江絹糸（現オーミケンシ）女工哀史真相発表会、読売ホールで、全国繊維産業労働組合同盟（全繊同盟）主催。
- 6月13日 内灘闘争、米軍砲弾射撃場舟小屋に主婦らが坐り込み。

石川県河北郡内灘村（現在の内灘町）で起きた米軍の試射場に対する反対運動で、日本国内での反基地運動の先駆けとなった。
- 6月23日 婦人民主クラブ（婦民）等、米の増配要求・値上げ反対署名運動

この年、米不作のためヤミ米1升（約1.8リットル）140円から200円へ暴騰。
- 6月27日 無痛分娩（ソ連式）第1号児誕生、以後日本赤十字系病院で採用。

## 7～9月
- 7月8-21日 福岡銀行ストライキ、生活給確保と男女差撤廃を目指したベースアップ・退職手当金規定改正など要求。
- 7月23日 三井三池労働組合、三池炭鉱主婦協議会を結成。
- 7月25-26日 日本子供を守る会第二回総会、地方代表の報告後、教育・文化・社会環境・保健衛生の4分科会。討議の論点が米軍基地問題に集中。
- 7月 東京大学教職員組合、私宅で共同保育「ゆりかご保育園」発足。戦後初の共同保育。[要出典]
- 8月4日 日本航空の第4回スチュワーデス採用試験、近く開かれる国際航路を夢に、採用20人に816人応募、競争率40倍。
- 8月7日 三井鉱山、人員整理6700人発表。113日間に及ぶストライキ。主婦会も総力をあげて参加協力、解雇撤回、"113日の英雄なき闘い"終わる。
- 8月8日 アジア婦人親善の集い、朝鮮休戦協定成立を機に、婦人団体連合会（婦団連）の提唱。
- 8月8-9日 国鉄労働組合婦人部、結婚資金獲得運動を決定。
- 8月10日 「婦人団体のあり方」についての討論会、主婦連主催

"官製婦人会"への動きに対抗したもの。
- 8月15日 基地反対全国青年婦人総決起大会、大阪で。
- 8月 主婦連、10円豆腐運動開始。
- 8月 銀座（東京都中央区）に正式許可のトルコ風呂第1号誕生。
- 9月7日- 全電通（現・NTT労働組合）第5回全国婦人代表者会議。託児所、生理休暇など母性保護運動に取組む。
- 9月15日 第8回国連総会で初の婦人議長ビラヤ・ラクシュミ・パンディット（インド）選出。
- 9月17日 世界婦人大会報告会、早大大隈講堂で。以後全国で500回に及ぶ報告会、参加者25万人。
- 9月18日 浅間基地反対群馬県民大会へ婦人多数参加。
- 9月 婦人建築家グループ、ポドコ誕生、保育施設設立計画に協力。
- 9月 雑誌『婦人公論』に対談「混血児の母は訴える」掲載、占領軍の落し子である混血児問題を提起。
- 9月 三井砂川炭鉱主婦会結成

## 10～12月
- 10月7日 供出減免飯米確保のため甲府付近の農家主婦、山梨県庁に陳情。

この年、風水害・凍霜害・病虫害・冷害など農作物に致命的影響を与える災害が日本の殆ど全国土の農村を襲い、米作は大凶作となり、全国各地で農民大会がもたれ、災害補償・営農資金獲得・供出減免・被害農民への減税ほか多くの要求を掲げた。実際は、その供出減免飯米の確保も難しい地域も多かった。
- 10月8日 東京基地をめぐる教育懇談会、東京都下小中高校の教員約40名参加。米軍宿舎・温泉マーク・売春婦・ポン引き・爆音等、米軍基地が教育に与える弊害を報告、都教育委員会や政府に解決を要請。
- 11月5日 ツボミタオル労働組合争議。泉州タオル産地泉佐野市で。参加組合員50名全員が女子の織子。越年資金1.5箇月とユニオン・ショップ制採用を要求。組合役員等12名の解雇通告を受けストライキに突入。中小零細機織業が集まるこの地域で初のストライキ。翌1954年11月5日、要求を殆ど獲得して勝利。
- 11月5日 東京保母の会発足
- 11月6-7日 関西女子学生大会、京都大学で、250人参加、"封建制からの脱却"など討議 。11月22-23日 東京都女子学生の会、早稲田大学で。
- 11月11日 東京都婦人大会、東京都教育庁が中心で、婦人教育の向上のために開催。
- 11月22-23日 第1回子どもを守る文化会議開催
- 11月25日 東京都母子福祉連合会、母子家庭の就職難打開について日本経営者団体連盟へ申入れ。
- 11月28日 市川房枝、衆参婦人議員団を結成、超党派で協力して売春禁止法制定を目指す。
- 11月 明治大学社会研究会、「山村における婦人を中心とした男女の平等について」調査。
- 11月 東宝、女子の劇場勤務者に25歳定年制実施。
- 11月 日本初のクリスチャン・ディオールのファッションショー、東京會舘で。

以後、ディオール旋風おこる。
- 12月- 松崎製糸争議、退職金制度確立など要求。

埼玉県熊谷市の中小企業で、従業員150人中140人が女子。労働組合は、労働協約に明記されながら実施されていない退職金規定の実現を要求。会社側は、埼玉県内で退職金制度を備えた会社はない等を理由に拒否、組合側はストライキに突入した。この問題の埼玉県下の中小製糸関係企業全体への影響を恐れた埼玉県蚕糸協会、全国蚕糸協会、更に日本経営者団体連盟が会社側をバックアップ。これを背景に、会社側は組合幹部の解雇・組合交渉自体を拒否など強行姿勢で対決。12月3日 交渉再開を求めるデモ隊に会社側は工場を閉鎖して返答せず、更に、食事のため一時帰寮した数人の女子組合員を会社内に軟禁。このため、他の組合員は寮に戻れず、残った全員は市内の温泉に当面の宿を取った。会社側は「キュウヨウアリオイデコウ」等の電報で組合員の父兄を呼出して説得し、12月4日午前0時半 30数名の暴力団員と父兄とが宿を襲い、女子組合員の髪の毛をもってひきずり廻す等の暴行を加え、逃げ遅れた12名を自動車に押し込んで会社に連れ去った。会社に軟禁された者・脱出した者それぞれに、泣いて説得する父兄に従ってやはり泣きながら郷里に帰る女子組合員が相次いだ。
　この暴行事件は新聞報道により全国に知れることとなり、組合員は12月7日 東京での日本婦人大会で実情を訴え、8日 国会衆議院労働委員会で会社側による人権蹂躙と不当労働行為の実情を訴えた。衆議院労働委員会は調査を開始、参議院法務委員も熊谷市を訪れて調査、事件糾明を地検に申入れ、また労働省婦人少年局代表も来て父兄達と懇談した。こうした状勢の中で、12月10日 地労委の提案により争議はひとまず妥結。組合側はストライキを解き、生産増強に最善の努力をする、会社側は工場閉鎖を解き、解雇を撤回、退職金規定の実現等については"速やかなる円満解決に努力する"を約束した。しかし実際には、組合が掲げた要求は殆ど実現されず、職場復帰した組合員は次第に失望、職場を去っていった者も多かった。
　地方都市の中小企業で近代的な雇用関係が確立されるまでの、その夜明けにあった、若い製糸女工達の悲壮な出来事だった。
- 12月2日 全日本女子学生大会、赤坂公会堂で、56校200人参加。
- 12月4日 「全国日雇婦人大会」開催、全国22県の代表193名が参加。1円カンパと署名。生活保護より仕事を・日本米20日配給・米価据え置き・保育所設置・健康保険の全額国庫負担・越年資金14日分要求・保安隊と再軍備反対等を決議。「全国日雇婦人協議会」（会長武内スミエ）を結成、大会宣言を発表。
- 12月5-7日 第2回日本婦人大会、東京芝公会堂で、1800人参加。生活と権利を守る運動・子供を守る運動・平和を守る運動の分科会。「日本婦人の宣言」採択。

## この年
- 男女高校生のダンスホール通いが流行。
- 足袋の消費急減、婦人靴下が急増。
- 映画『ひめゆりの塔』（今井正監督）
- 『十代の性典』など性映画氾濫
- この年より6月の第3日曜日が父の日となる。